# Cor anglais solo

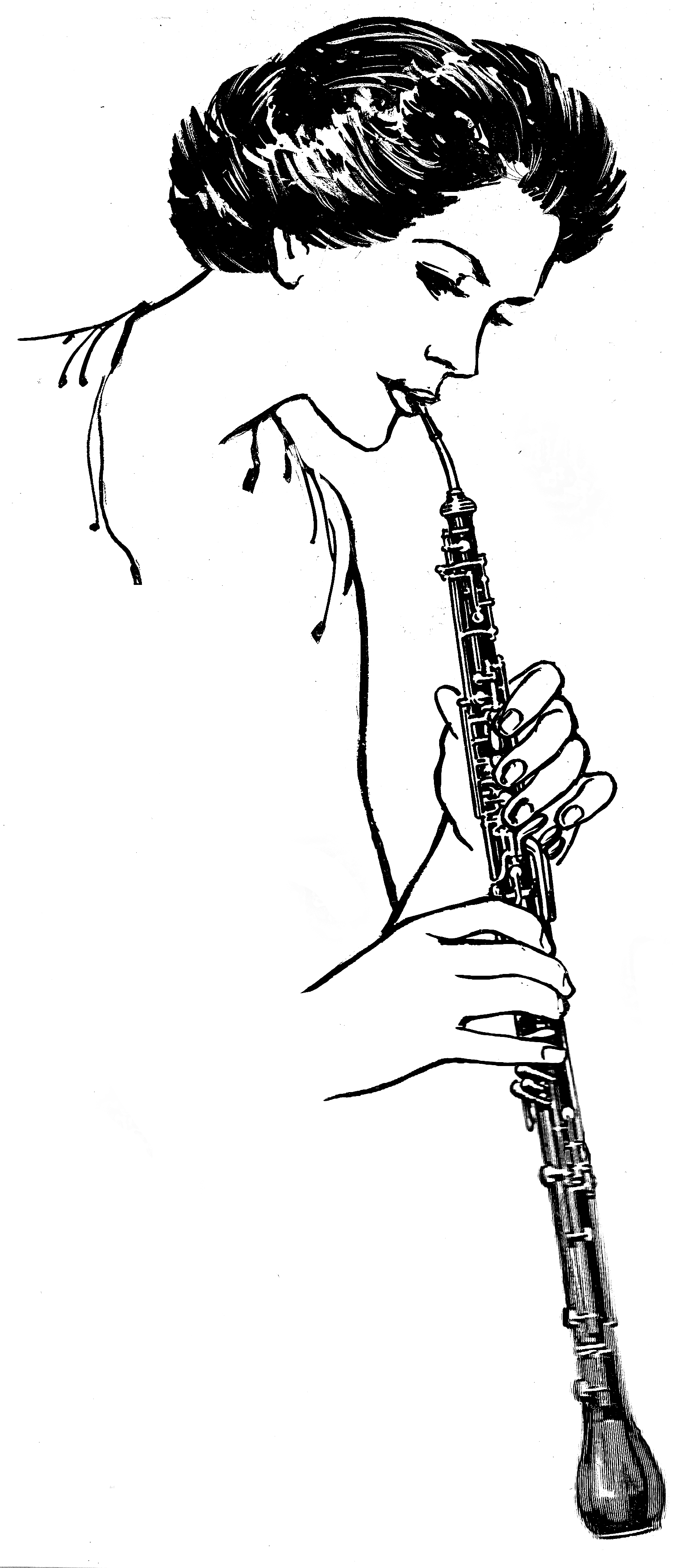
Hautboïste jouant le cor anglais. À l'orchestre elle peut occuper soit le poste de cor anglais solo soit le poste de deuxième ou troisième hautbois jouant le cor anglais.

Un cor anglais solo est un ou une hautboïste jouant l'instrument du même nom. Il s'agit d'un poste spécialisé placé à l'extrémité du pupitre de la petite harmonie, soit de titulaire, soit de supplémentaire engagé en fonction de la programmation, tous les hautboïstes ne jouant pas le cor anglais, instrument transpositeur et l'un des rares instruments de l'orchestre dont le répertoire est presque exclusivement soliste. Lorsqu'il est présent à l'orchestre et lorsque le compositeur l'a prévu, le cor anglais solo peut être amené à jouer dans une même œuvre les parties de deuxième ou de troisième hautbois, alternant entre les deux instruments.

## Cors anglais solos historiques

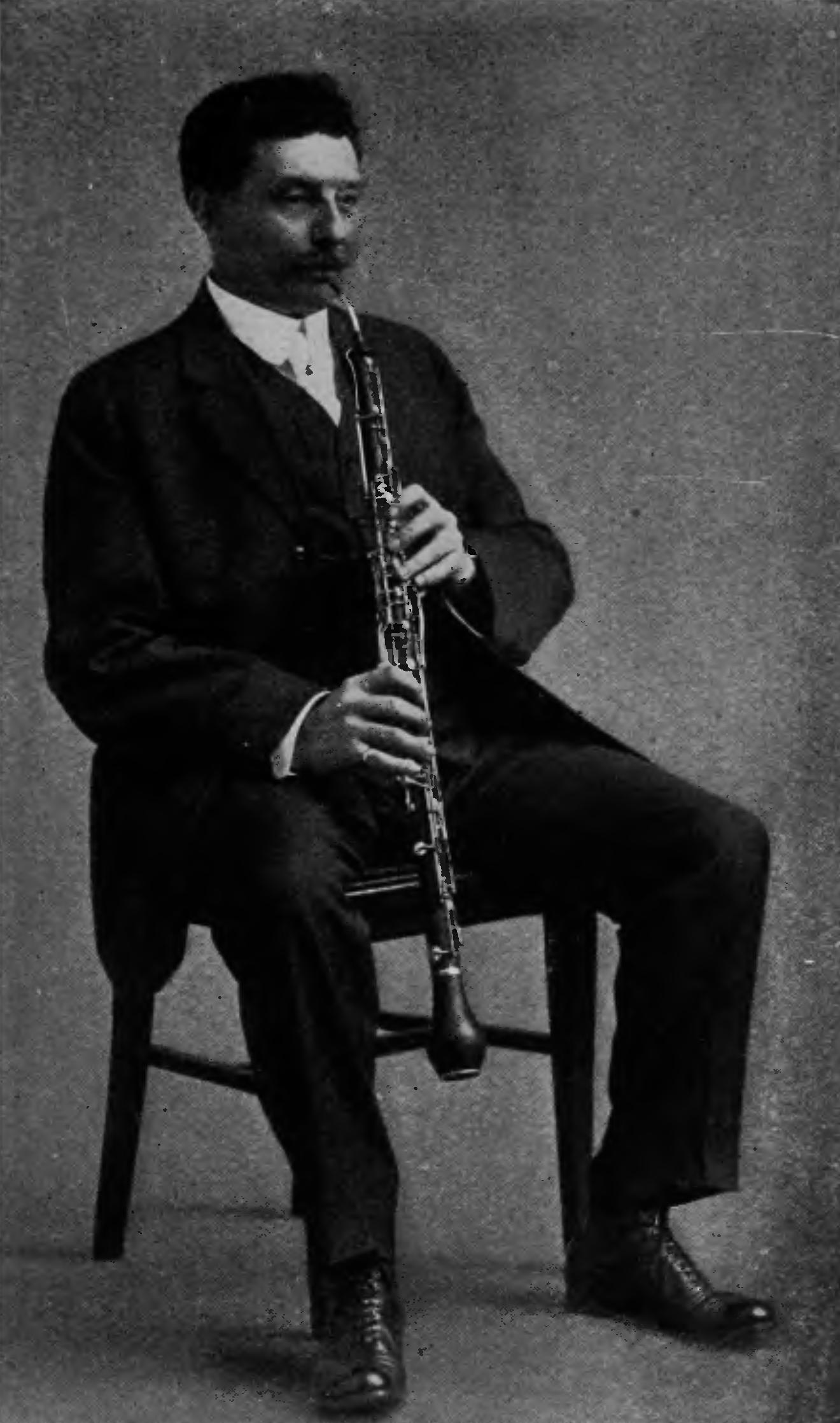
Romeo Boninsegna, cor anglais solo de l'Orchestre du Metropolitan Opera de New York en 1917.

- Étienne Baudo[4] (1903-2001)[5] : membre de l'Orchestre de l'Opéra national de Paris de l'entre-deux-guerres aux années 1960 ; tient le hautbois solo lors de la création du Boléro sous la direction de Maurice Ravel avant de se spécialiser dans le cor anglais et de participer à la création du Concerto en sol en 1932, toujours sous la baguette de Ravel ; Hans Knappertsbusch le tient en très haute estime ; il refuse la proposition de Charles Munch pour l'Orchestre symphonique de Boston dans les années 1950, donnant la préférence à sa carrière à Paris ; maître de Maurice Bourgue et de Lajos Lencsés au Conservatoire de Paris ; père de Serge Baudo ;

- Engelbert Brenner (1904-1986)[6] : d'origine viennoise, il rejoint Arturo Toscanini à l'Orchestre philharmonique de New York où il joue pendant 41 ans le cor anglais ;

- Alain Denis[7],[8] : membre de l'Orchestre de Paris depuis la fondation en 1967, successeur en 1974 de Jean-Claude Malgoire au poste de cor anglais solo ; « sonorité de rêve, phrasé de toute beauté, legato jamais retrouvé à ce degré-là » ;

- Alfonso Fededegni[9] : il succède à Filippo Ghignatti à l'Orchestre de la Scala de Milan (it) ;

- Filippo Ghignatti : cor anglais solo à l'Orchestre de la Scala de Milan en 1918 il rejoint Arturo Toscanini à l'Orchestre symphonique de la NBC où il est présent de la création en 1937 à la dissolution en 1954[10],[11] ;

- Merrill Greenberg (1950)[12],[13] : d'origine new yorkaise et jouant comme tous les américains un instrument F. Lorée de facture française, il est cor anglais solo de l'Orchestre philharmonique d'Israël ;

- Felix Kraus (1930-2006)[14] : il quitte Vienne pour les États-Unis à l'âge de 8 ans dans le cadre de l'évacuation des enfants juifs après l'Anschluss ; il occupe le poste de cor anglais solo à l'Orchestre de Cleveland ;

- Günter Lorenz (1940)[15],[16] : il entre à l'Orchestre de l'Opéra d'État de Vienne, n'a que 20 ans au moment de l'enregistrement du Tristan et Isolde par l'Orchestre philharmonique de Vienne, n'est pas encore Philharmoniker (sociétaire) et n'est de ce fait pas censé participer à cet enregistrement ; sauf que Decca ne veut pas des titulaires vieillissants et c'est le chef Georg Solti qui obtient de haute lutte une dérogation pour Günter Lorenz ;

- Jean-Claude Malgoire (1940-2018)[17],[18] : Orchestre de l'Opéra-Comique, Orchestre de la Société des concerts du Conservatoire, Orchestre de Paris ;

- Gaston Maugras (1934-1991)[19],[20] : successeur d'Étienne Baudo au poste de cor anglais solo à l'Orchestre de l'Opéra national de Paris après avoir été repéré par Charles Munch à l'Orchestre de la Société des concerts du Conservatoire ; chambriste : Trio d'anches de Paris, ensemble Secolo barocco ;

- John Minsker (1912-2007)[21] : élève de Marcel Tabuteau au Curtis Institute il entre en 1936 à l'Orchestre de Philadelphie où il est cor anglais solo jusqu'en 1979 ;

- Michel Nazzi[22] : élève de Georges Gillet au Conservatoire de Paris comme une grande partie des hautboïstes des orchestres américains pendant les deux premiers tiers du XXe siècle, il rejoint les États-Unis après ses études et occupe le poste de cor anglais solo à l'Orchestre philharmonique de New York ; il enseigne à la Juilliard School ;

- Christine Pendrill (ja)[23],[24] : elle prend le poste de cor anglais solo en février 1979 à l'Orchestre symphonique de Londres au sein d'un pupitre où les trois hautboïstes ont 20 ans de présence ; longtemps la seule femme à l'orchestre elle est la première élue au conseil d'administration ; elle prend sa retraite en juin 2022 ; sa nature enjouée contraste fortement avec le caractère mélancollique de son instrument ; elle est l'interprète de la musique de Gabriel Yared pour le Patient Anglais en 1996 et la créatrice et dédicataire la même année du concerto pour cor anglais et orchestre The World's Ransoming (en) de James McMillan[25] ;

- Louis Rosenblatt (1928-2009)[26],[27] : il entre comme deuxième hautbois à l'Orchestre de Philadelphie où il succède en 1979 à John Minsker au poste de cor anglais solo ; élève du Curtis Institute il y enseigne à son tour durant 50 ans ;

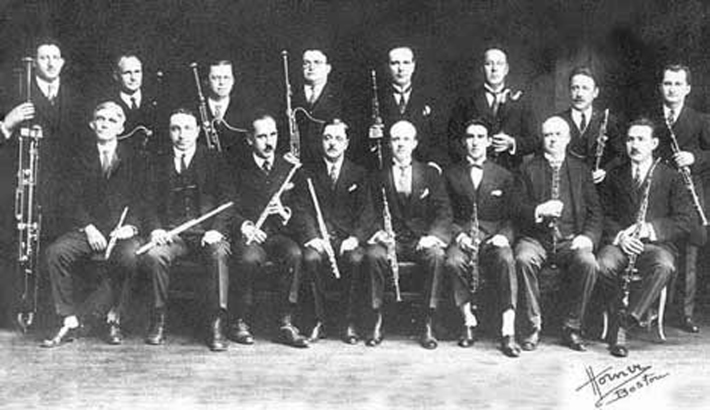
Pupitre des bois de l'Orchestre symphonique de Boston en 1925. Louis Speyer est assis à l'extrémité du premier rang à droite.

- Louis Speyer (1890-1980)[28],[29] : lors d'une tournée de l'Orchestre de la Garde républicaine en 1919 il choisit de rester en Amérique et entre à l'Orchestre symphonique de Boston où il est cor anglais solo jusqu'en 1964 ;

- Gerhard Stempnik[30],[31] : il entre à l'Orchestre philharmonique de Berlin en 1946 ; à son arrivée en 1954, Herbert von Karajan remarque rapidement sa musicalité inspirée ; pourtant la carrière de Gerhard Stempnik avait failli être brisée par une balle reçue dans la tête pendant la guerre ; l'apprentissage de la respiration circulaire et la suggestion de Wilhelm Furtwängler de passer du deuxième hautbois au cor anglais ont permis la poursuite de sa carrière ;

- Paul Taillefer (1912)[32],[33] : Orchestre national de la RTF du début des années 1930 au milieu des années 1970 ; chambriste : Trio d'anches André Dupont ; participe au Domaine musical avec Pierre Boulez ;

- Michael Winfield (1930-2017)[34] : entre à l'Orchestre symphonique de Londres en 1960 puis à l'Orchestre Philharmonia ; musicien de studio il participe aux enregistrements des Beatles — pour l'anecdote on peut voir Paul McCartney poser avec un cor anglais sur la pochette de Sgt. Pepper's.